# Amauris antsingyi
Amauris antsingyi är en fjärilsart som beskrevs av Renaud Maurice Adrien Paulian 1956. Amauris antsingyi ingår i släktet Amauris och familjen praktfjärilar. Inga underarter finns listade i Catalogue of Life.